# 长山晏乡
长山晏乡，是中华人民共和国江西省南昌市进贤县下辖的一个乡镇级行政单位。

## 行政区划
长山晏乡下辖以下地区：
长乐社区、新居村、上付村、墩上村、涂桥村、下过村、舒坊村、圳晁村、西陈村、五桥村、百源村和长山垦殖场生活区。